# Nučnice
Nučnice je malá vesnice, část obce Křešice v okrese Litoměřice. Nachází se na pravém břehu řeky Labe asi 1 km na jih od Křešic. Prochází zde silnice II/261. V roce 2009 zde bylo evidováno 50 adres. Trvale zde žije 142 obyvatel.
Nučnice je také název katastrálního území o rozloze 1,38 km².

## Historie
Nejstarší písemná zmínka pochází z roku 1057.

## Obyvatelstvo
|                                                                  | 1869 | 1880 | 1890 | 1900 | 1910 | 1921 | 1930 | 1950 | 1961 | 1970 | 1980 | 1991 | 2001 | 2011 |
| ---------------------------------------------------------------- | ---- | ---- | ---- | ---- | ---- | ---- | ---- | ---- | ---- | ---- | ---- | ---- | ---- | ---- |
| Obyvatelé                                                        | 244  | 255  | 240  | 211  | 344  | 264  | 316  | 166  | 219  | 181  | 157  | 123  | 124  | 147  |
| Domy                                                             | 46   | 46   | 39   | 39   | 45   | 44   | 52   | 50   | .    | 42   | 43   | 44   | 47   | 45   |
| Počet domů z roku 1961 je zahrnut v domech místní části Křešice. |      |      |      |      |      |      |      |      |      |      |      |      |      |      |

## Pamětihodnosti
- Venkovský dům čp. 29